# Match (programma televisivo)
Match è stato un programma televisivo italiano, trasmesso dalla Rete 2 per una sola edizione di dieci puntate, dal 23 novembre 1977, il mercoledì sera alle 21:35.

## Il programma
Il programma, ideato da Arnaldo Bagnasco, era condotto dallo scrittore e politico Alberto Arbasino, che fungeva da moderatore ma, in molti casi, da istigatore per i due ospiti, accomunati dalla professione, l'inclinazione artistica o il campo d'azione (due attori, due registi, due scrittori...), ma dalle vedute ed opinioni diametralmente opposte. L'idea era proprio quella di mettere a confronto due personalità divergenti, in modo da far scaturire un acceso confronto. Si ricordano in questo senso le puntate con protagonisti Paola Borboni e Manuela Kustermann, Mario Monicelli e Nanni Moretti, Indro Montanelli e Giorgio Bocca, Giorgio Albertazzi e Memè Perlini.
Il dibattito era diviso in due parti, della durata di circa venti minuti ciascuna, in cui ognuno poteva rivolgere domande provocatorie o polemiche al proprio avversario, che spesso si trasformavano in uno scontro verbale.
Il pubblico, costituito da ospiti vicini ai due protagonisti (collaboratori o amici), aveva la possibilità di intervenire, ponendo domande altrettanto provocatorie ai convenuti.

## Ospiti
- Giorgio Albertazzi e Memè Perlini
- Alberto Moravia e Edoardo Sanguineti
- Paride Stefanini e Albano Del Favero
- Susanna Agnelli e Lidia Ravera
- Paola Borboni e Manuela Kustermann
- Romano Prodi e Francesco Forte
- Indro Montanelli e Giorgio Bocca
- Paolo Portoghesi e Leonardo Benevolo
- Mario Monicelli e Nanni Moretti
- Adriana Asti e Silvana Pampanini